# Sprogvidenskab
Lingvistik eller sprogvidenskab er det videnskabelige studium af menneskelige sprog, herunder sprogets struktur, funktion, oprindelse, diversitet og udvikling.

## Forskningens grundspørgsmål
- Hvordan er sprog opbygget?
- Hvordan virker sprog?
- Hvilke elementer er fælles for alle (naturlige) sprog?
- Hvilke typer sprog findes der?

## Historie
Panini var en indisk forsker (omkring 350 f.Kr.), der som den første opstillede en grammatisk behandling af et sprog (her: sanskrit). Diverse filosoffer og filologer i Antikken diskuterede ofte også sprog, og fra dem har vi mange af vores begreber for ordklasser, samt opdelingen i konsonant overfor vokal:3 
Danskeren Rasmus Rask udgav i 1811 en bog om de nordiske sprog. Det gjorde ham til grundlægger af nordisk filologi. Også inden for komparativ lingvistik blev han banebrydende. Jacob Grimm klarlagde i 1822 principperne for det konsonantskift i udtalen, der kendes som Grimms lov. Karl Verner afdækkede et andet sæt skift,  hedder Verners lov. August Schleicher skabte teorien om stamtræet, og Johannes Schmidt udviklede "bølgeteorien" i 1872, der handler om mønstre i udbredelsen af sproglige ændringer. 
Schweizeren Ferdinand de Saussure grundlagde den moderne strukturalistiske lingvistik i begyndelsen af det 20. århundrede. I Amerika udvikledes en deskriptiv lingvistik i  1930'erne og 1940'erne med innovative sprogforskere som Franz Boas, Edward Sapir, Leonard Bloomfield og Benjamin Lee Whorf. I Europa videreudvikledes Saussures ideer  bl.a. inden for Pragerskolen med de russiske sprogforskere Roman Jakobson og Nikolai Trubetzkoy og i Københavnerskolen med danske Louis Hjelmslev. 
I 1960'erne udviklede Noam Chomsky sin formelle sprogmodel, transformationsgrammatikken (eller den generative lingvistik) som vandt stor udbredelse. Den blev udviklet under indflydelse af Chomskys lærer, Zellig Harris. 
Andre vigtige sprogforskere og -retninger omfatter Michael Hallidays systemiske funktionsgrammatik. Dell Hymes udviklede en pragmatisk tilgang, som kaldes talens etnografi, og William Labov grundlagde sociolingvistikken. Anna Wierzbicka og Cliff Goddard fornyede semantikken med en ny metode kaldet Naturligt Semantisk Metasprog, og George Lakoff, Len Talmy og Ronald Langacker er pionerer inden for kognitiv lingvistik. Charles Fillmore og Adele Goldberg er forbundet med konstruktionsgrammatik sammen med andre sprogforskere, der udvikler adskillige varianter af, hvad de kalder funktionel grammatik, bl.a. Talmy Givon og Robert Van Valin, Jr., Simon Dik. Desuden regnes sociologen Harvey Sacks som grundlæggeren af konversationsanalysen, hvorfra der udviklede sig en gren af interaktionel lingvistik.

## Inddeling
Sprogstudiet kan opdeles efter det niveau, man undersøger, eller efter disciplin.
Sprog kan bl.a. beskrives på følgende niveauer::4 
- Fonetik – studiet af de forskellige lyde, som bruges i sproget
- Fonologi – studiet af mønstre i et sprogs grundlæggende lyd
- Morfologi (formlære) – studiet af ordenes indre struktur
- Syntaks – studiet af hvordan ord forbindes, så de danner grammatiske sætninger
- Semantik – studiet af ordenes betydning (leksikalsk semantik), og hvordan de bliver sammensat, så de danner betydningen i sætninger
- Pragmatik – studiet af hvordan ytringer bruges (bogstaveligt, overført eller på anden måde) i kommunikative sammenhænge

Ikke alle sprogforskere er enige om, at disse inddelinger er meningsfulde. De fleste kognitive lingvister opfatter kategorierne "semantik" og "pragmatik" som helt vilkårlige, og næsten alle sprogforskere kan enes om, at inddelingerne overlapper hinanden. For mange er ordet grammatik en fælles betegnelse for fonologi, morfologi og syntaks.

### Delområder
Sprogvidenskab er indenfor flere områder inspireret af andre videnskabers metoder og resultater.:2  Discipliner indenfor lingvistikken omfatter bl.a.:
- Datalingvistik – studiet af sprogbehandling og sprogproduktion ved hjælp af computere, f.eks. talesyntese og maskinoversættelse.
- Dialektologi - studiet af dialekter
- Diskursanalyse
- Fraseologi – studiet af faste vendinger
- Historisk lingvistik – studiet af sprogs slægtskab og udvikling
- Interaktionel lingvistik – studiet af mønstre i dagligdagssamtaler
- Leksikografi - beskrivelse til ordbøger og studiet af det
- Lektiologi - studiet af skriftsprogskompetencer hos personer med specifikke skriftsprogsvanskeligheder, f.eks. dysleksi.
- Literacy – studiet af skriftsprogsdesign, læseindlæring og skriftsprogsfærdigheder
- Lingvistisk antropologi – studiet af samspillet mellem sprog og kultur
- Neurolingvistik – Studiet af hjernens biologiske funktion i forbindelse med anvendelse af sprog.
- Oversættelsesteori
- Psykolingvistik
- Retslingvistik – studiet af sprog i en retslig eller juridisk kontekst samt praktisk anvendelse heraf i forbindelse med opklaring af forbrydelser
- Skriftsystemer
- Sociolingvistik - studiet af samspillet mellem sprog og samfund
- Sprogtilegnelse – studiet af børns tilegnelse af modersmålet, og af voksnes tilegnelse af fremmedsprog
- Sprogtypologi – studiet af sproglige universaler og grænserne for sproglig variation
- Stilistik – studiet af sproglig stil
- Tekstlingvistik – studiet af sprog i tekster
- Sproglig polyfoni – studiet af flere stemmer i en tekst eller i en sætning.

## Metoder og teorier
Moderne sprogvidenskab er præget af mange teoridannelser, metoder og synspunkter.:2  Mange metoder bygger på et allerede eksisterende kendskab til et sprog, som kan bruges til at danne sætninger m.m. og selv vurdere hvad der er en del af sproget:15  Man kan dermed udføre forskellige tests og komme frem til fx fonemer der er minimale par, ved hjælp af substitution af noget sprogligt materiales enkelte elementer med hinanden.:16  Det er den introspektive metode.
Alternativt kan man bedrive lingvistisk feltarbejde, og der findes forskellige procedurer og viden om hvordan man kan få viden i samarbejde med modersmåltalere af sprog man ikke kan. Andre empriske metoder består af indsamlingen af data fx i korpora, som så kan analyserer på forskellige metoder, eller via eksperimenter.

## Områder

### Sprog i tiden
Sprogforskere kan i grove træk deles i dem, der studerer sprog på et givet tidspunkt (sædvanligvis nutiden), og dem, der studerer, hvordan sprog ændres med tiden ofte over århundreder: altså deles i synkron og diakron sprogforskning. 
Tidligere var den historiske synsvinkel altdominerende, men i anden halvdel af det 20. århundrede fik den synkrone lingvistik overtaget på de fleste universiteter i Europa og USA. Den nye lingvistik "almen sprogvidenskab" (generel lingvistik) påberåbte sig forbilleder som strukturalismens fader Ferdinand de Saussure og den generative grammatiks fader Noam Chomsky. Nogle steder har nybruddet endda ført til en aktiv og ideologisk ladet kampagne mod de historisk orienterede kolleger, der blev betragtet som repræsentanter for en forældet og borgerlig videnskab.
Men sprog er så komplekst, at det kan ses under mange synsvinkler. Det er bestemt værdifuldt at kende både de præcise måder en bestemt grammatisk konstruktion bruges af nutidens dansktalende og den historiske proces, der førte den konstruktion ind i det danske sprog. Indsigt i sproget kan kun komme fra et historisk perspektiv. Når man for eksempel skal forstå, hvordan et sprog kan påvirke eller endda omskabes til andre, kræver det en historisk synsvinkel.
Sociolingvistikken, der studerer de sproglige forskelle mellem forskelle sociale grupper og situationer, har tilført den historiske sprogvidenskab fornyet interesse (og videnskabelig legitimitet), fordi den beskriver sprogudviklingen i dens vorden.
Den historiske sprogvidenskab har også mødt fornyet interesse fra naturvidenskabeligt hold, idet populationsgenetikere (f.eks. Luigi Cavalli-Sforza) har villet se en parallel mellem de genetiske stamtræer og sprogenes stamtræer. Disse hypoteser har dog ikke vundet almindelig anerkendelse blandt lingvister.
Uden for de professionelle sprogforskeres rækker ser mange ud til at have forskellig opfattelse af den historiske del af sproganalysen. De kan for eksempel være uenige om, hvor vigtig historisk brug og etymologi er for en "sand forståelse" af et ord. Tilhængere af Ordbog over det danske sprog er tilbøjelige til at anse gammeldags og forældet sprogbrug som vigtigere for forståelsen af et ord end tilhængere af Nudansk Ordbog. Klart historiske perspektiver omfatter historisk-sammenlignende sprogforskning og etymologi.

### Individuelle talende, sprogsamfund og sproglige almentræk
Sprogforskere er også uenige om, hvor bred en gruppe af sprogbrugere, de skal studere. Nogle analyserer en talendes sprog eller sproglige udvikling i mindste detalje. Nogle studerer sprog, der er fælles for et helt sprogfællesskab, som sproget hos alle, der taler dansk som andet sprog. Andre prøver at finde sproglige almentræk, som passer på et abstrakt plan og hvor som helst for alle brugere af menneskelige sprog. Dette berømte projekt blev støttet af Noam Chomsky, og det interesserer mange inden for psykolingvistik og erkendelsesteori. Det formodes, at almengyldige træk i menneskesprog kan give indblik i almene forhold i menneskesindet.

### Beskrivende tilgang
Sprogvidenskab er deskriptivt, dvs. rent beskrivende, fordi det er en videnskab og derfor skal være neutral. Forskerne forsøger at afklare sprogets natur uden at vurdere det eller forsøge at udstikke retninger for fremtidig sprogudvikling. Dette står i modsætning til en præskriptiv (eller normativ) tilgang til sprog, der ønsker at styre sprogbrug ved fx at fremhæve en bestemt standard, kategorisere udbredte udtryk som forkerte eller dyrke sprogrensning. Det kan kommme til udtryk i undervisningssituationer.:2-3 
Sprogvidenskab studerer dog også sprogholdninger og hvad der er med til at forme dem.

### Tale over for skrift
Sprogvidenskabelig beskrivelse fokuserer typisk på talesprog af flere grunde. Historisk opstod talesprog før skriftsprog, og skriftsprog er som udgangspunkt et sekundært tegnsystem baseret på talesprog. Derudover findes der mange skriftløse kulturer eller sprog uden skriftsystemer, og mennesker at tale og forstå mundtligt sprog før skriftligt (her skal tegnsprog forstås ligesom talesprog).:305 
Sprogvidenskab studerer også skrevet sprog, fx i form af tekstlingvistik, forholdet mellem lyd, stavning og skriftsystemer, eller det at lære at stave, eller brugen af liturgisk sprog i hellige skrifter. Korpuslingvistik bruger computere til at undersøge større samlingeraf skriftsprog fra for eksempel Wall Street Journal (tilsvarende undersøgelser af talt sprog er også mulige). Jacques Derrida, en fransk filosof, kritiserede den strukturelle tilgang til sproget som system og hævede det skrevne over det talte sprog.

## Gengivelse af tale
- Det internationale fonetiske alfabet (IPA) er et system til nedskrivning og genskabelse af lyde i menneskelig tale.
- SAMPA, en ASCII-afhængig transskription for IPA bruges af nogle forfattere.